# Foulé (Textilie)
Foulé (vom Französischen fouler = walken) ist die Handelsbezeichnung für feine Wollgewebe in Köperbindung mit gerauter und gewalkter Oberfläche. Die Bindung ist auf Stoffoberseite nicht mehr zu erkennen. Es bildet sich ein Oberflächenfilz. Man unterscheidet Kamm- und Streichgarnfoulés, wobei die Verwendung von Kammgarnkette und Streichgarnschuss üblich ist.
Der Stoff ist ein feines und edles, durch Meltonausrüstung veredeltes Material für Kleider und Anzüge. Gebräuchlich ist die Verwendung von Kammgarn, Streichgarn und Halbkammgarn aus Merinowolle.
Foulé ist weicher im Griff als Tuch und hat einen gegenüber Flanell kürzeren Faserflor. Das Bindungsbild wird dabei nicht voll überdeckt.
Ähnliche Effekte werden durch die Textilausrüstung  Anstoßen bei Herrentuchen erreicht, wobei aber durch leichtes Anwalken nur ein kaum fühlbarer, ganz leichter Faserflor und ein weicher Griff bewirkt werden.